# Bally-Areal

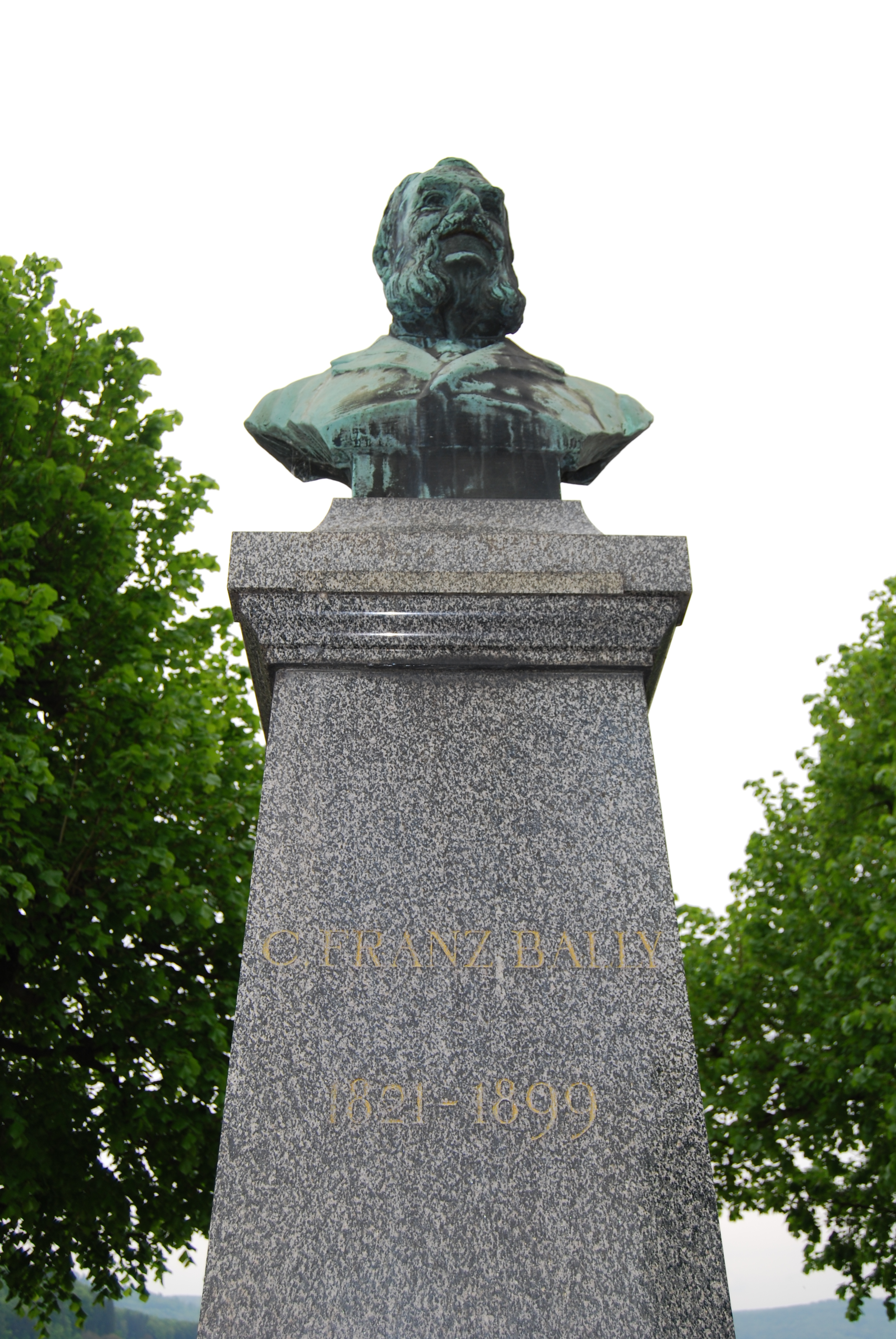
Denkmal für Carl Franz Bally

Das Bally-Areal ist das ehemalige Industrieensemble der Schuhfabrik Bally in Schönenwerd im Schweizer Kanton Solothurn. Teile des zugehörigen Bally-Parks liegen in Gretzenbach. Werkschule, Stanzerei, Kosthaus und die Herrenschuhfabrik von 1960 sind «Pionierbauten» und Zeugnisse einer fast 200-jähriger Industriegeschichte. Das «mehrteilige Objekt» steht als Kulturgut von nationaler Bedeutung unter Denkmalschutz.

## Lage
Das Bally-Areal gliedert sich in mehrere Teile. Das «Felsgarten-Areal» liegt östlich des Bahnhofs. Im Süden schliesst sich daran das Areal der «Oberen Fabrik» zwischen Oltenerstrasse und Bahnlinie an. Das «Magazin-Areal» liegt nordöstlich der Aarebrücke. Auf dem trockengelegten Gebiet des Schachens entstand die «Untere Fabrik», an die sich im Süden der Bally-Park anschliesst.
Das Areal umfasst in Schönenwerd die Adressen Oltnerstrasse 4–18, Bahnhofstrasse 13–27, Gösgerstrasse 13–24 sowie Parkstrasse 1–36.

## Geschichte

Im Vordergrund die Untere Fabrik und der Park zwischen Fabrikkanal und Bahn, dahinter das Felsgarten-Areal und rechts der Mitte die Obere Fabrik mit rauchendem Schornstein (Idealbild von 1880)

In der ersten Hälfte des 19. Jahrhunderts wurden die Bänder Peter Ballys in Heimarbeit hergestellt. Die Gebäude von Firma und Familie lagen im Bereich des Felsengartens. Das «Neue Haus», später die Werkschule war der 1837 der erste Industriebau der Ballys. Im Jahr 1851 gründeten Carl Franz Bally und sein Bruder Fritz «Bally & Co.», als zweite Schuhfabrik der Schweiz. Die ersten Bauten der Oberen Fabrik wurden 1854 errichtet, unzählige Bauetappen folgten. Das Schlössli wurde als «extravagantes» Gartenhäuschen 1864/1865 erbaut, vier Jahre später folgte der erste Park auf dem trockengelegten Schachen. Mit der Elastikweberei von 1868 und den Sheddächern der mechanischen Schusterei von 1871 folgten Bauten der Unteren Fabrik. Ein erstes «Kosthaus» wurde 1879 errichtet. Der Magazinbau von 1887 erhielt eine klassizistische Fassade. In den Jahren von 1888 bis 1890 wurde der heute noch bestehende Landschaftsgarten angelegt.
Nach dem Arbeitercasino von 1905, der Stanzerei von 1912, entstand 1919 das neue Kosthaus nach Entwurf von Karl Moser. Die Obere Fabrik wurde 1906 um die Zuschneiderei und von 1923 bis 1928 um einen sechsgeschossigen Trakt erweitert. In den Jahren 1943 und 1945 entstanden die Gummischuhfabrik sowie eine neue Elastikfabrik. Baracken wurden als Gastarbeiterunterkünfte nach 1947 errichtet.
Letztes Bauvorhaben war die 1963 vollendete Herrenschuhfabrik mit sechsgeschossigen Hochbau und einer stützenfreien Halle mit 64 Meter Spannweite. Danach fanden weder grössere Neubauten noch Abbrüche statt. Die Investmentgesellschaft Texas Pacific Group (TPG) erwarb 1999 das Unternehmen Bally, schloss den Betrieb in Schönenwerd und verlegte Firmensitz und Produktion ins Ausland.

## Liste der Objekte

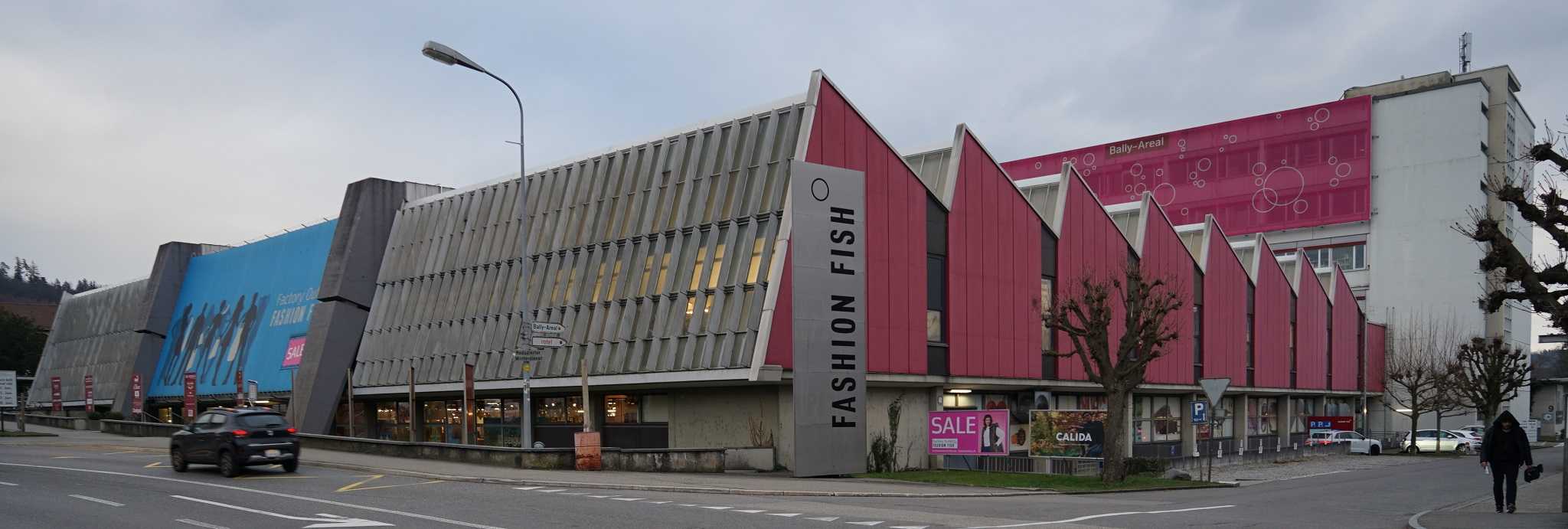
Herrenschuhfabrik, 2023

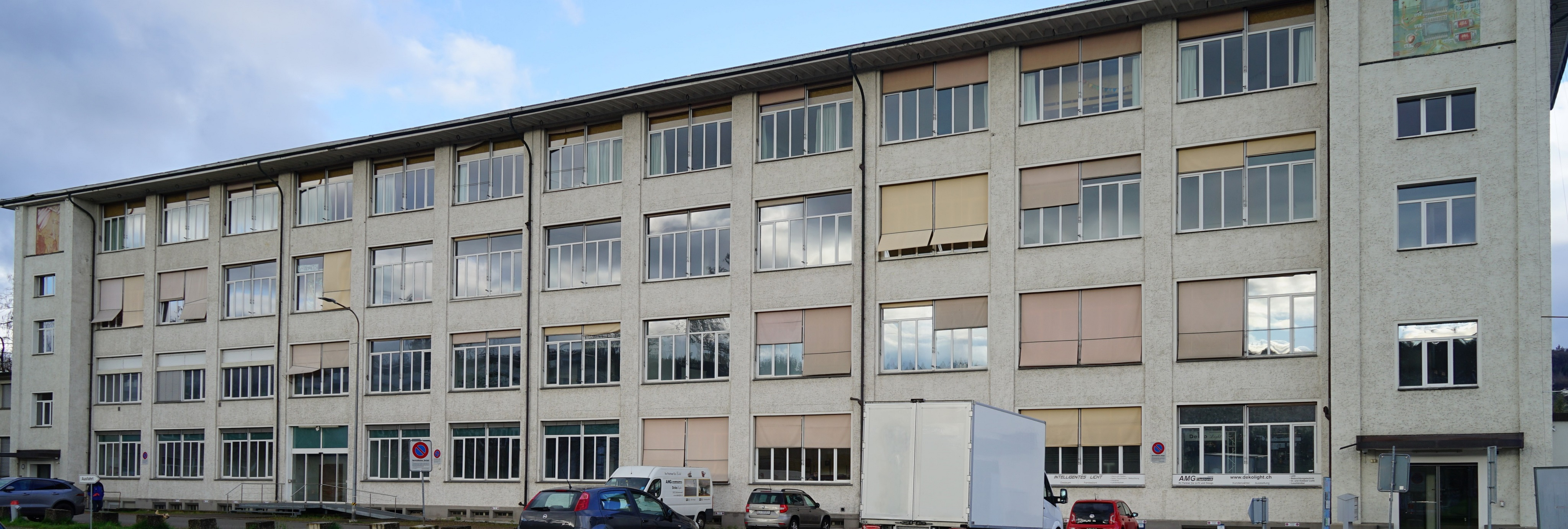
Stanzerei, 2023

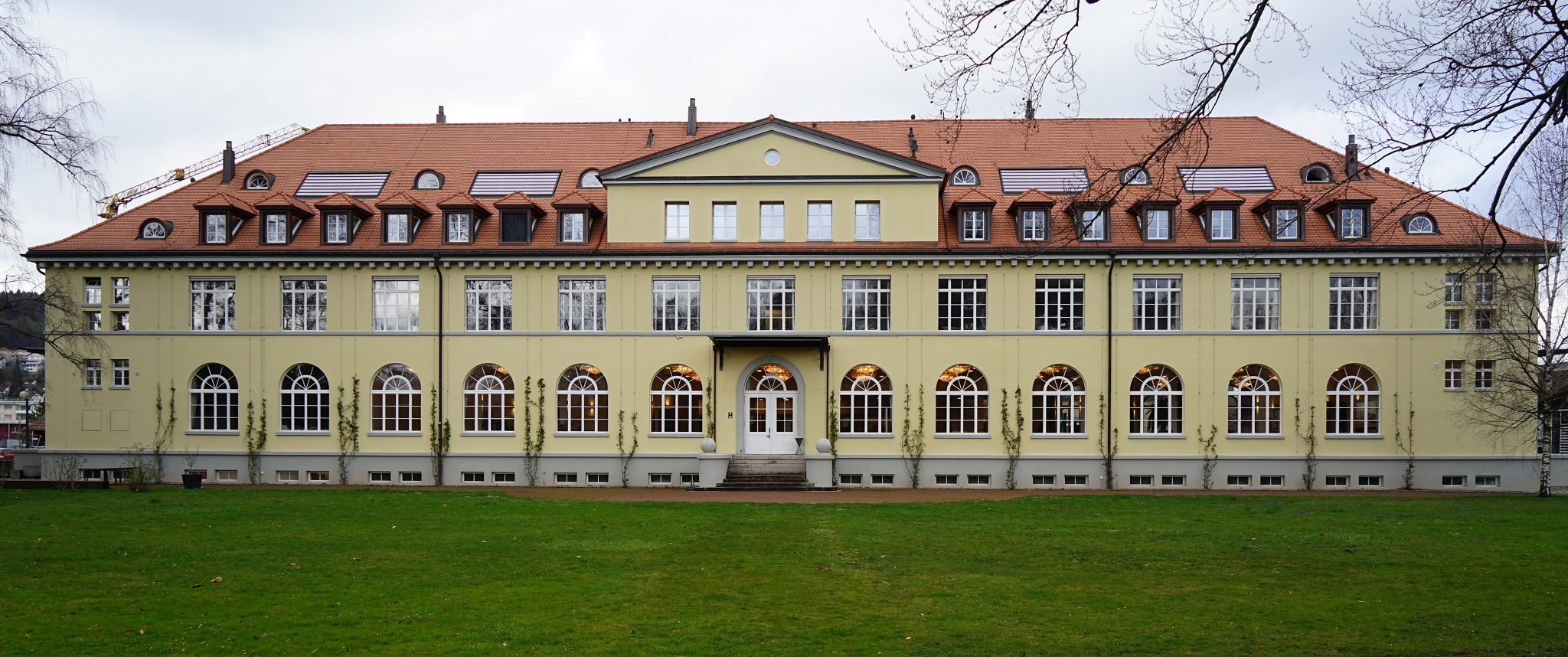
Kosthaus, 2023

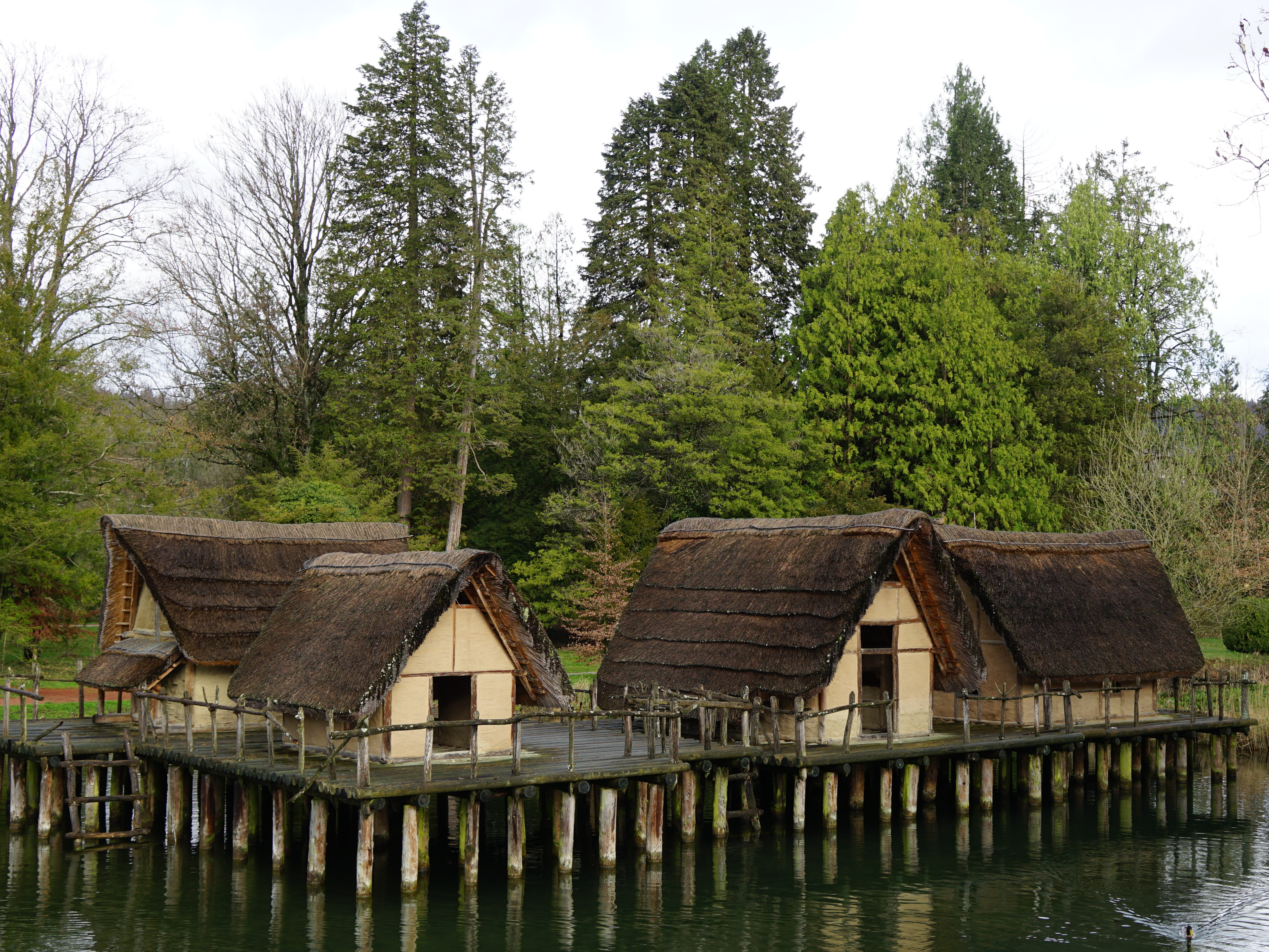
Pfahlbauten im Bally-Park, 2023

Das Bally-Areal ist in das Schweizerische Inventar der Kulturgüter von nationaler Bedeutung (Kategorie A) eingetragen. Im Inventar der Kulturgüter sind verzeichnet:
- Haus zum Felsgarten mit Schuhmuseum
- Schlössli
- Werkschule
- Ehemaliges Arbeitercasino
- Hotel Storchen
- Alter Storchen
- Pärkli mit Denkmal für Carl Franz Bally
- Obere Fabrik
- Magazin-Areal
- Untere Fabrik
  - Maschinengebäude
  - Herrenschuhfabrik
  - Stanzerei
  - Gummischuhfabrik
  - Arbeiterunterkünfte
  - Kosthaus
- Bally-Park, südlicher Teil in Gretzenbach
  - Parkanlage mit Fabrikkanal und eiserner Brücke
  - Kornspeicher
  - Pagode
  - Pfahlbauten

Verschiedene Wohnbauten für Arbeiter und Angestellte ausserhalb des Areals sind nicht unter Schutz gestellt.

## Museen
- Das Haus zum Felsgarten beherbergt seit 1942 ein «Schuhmuseum», das die über mehr 3000 Jahre lange Geschichte von Fussbekleidungen erzählt.
- Die Stiftung und Sammlung Industriekultur «Ballyana» zeigt in Hallen der «Bally Band» Ausstellungen und veranstaltet Führungen über das Bally-Areal.
- Das «Museum Bally-Prior» wurde aufgelöst und seine Sammlungen auf mehrere Museen verteilt. Sein Gebäude beherbergt das «Schweizerische Zündholzmuseum» und ist als Kulturgut von regionaler Bedeutung (Kategorie B) unter Schutz gestellt.[4]

## Belege
1. ↑  Kantonsliste A- und B-Objekte Kanton SO. Schweizerisches Kulturgüterschutzinventar mit Objekten von nationaler (A-Objekte) und regionaler (B-Objekte) Bedeutung. In: Bundesamt für Bevölkerungsschutz BABS – Fachbereich Kulturgüterschutz, 1. Januar 2024, S. 9,  abgerufen am 7. Februar 2023. (PDF; 303 kB, 9, Revision KGS-Inventar 2021 (Stand: 1. Januar 2023)).
2. ↑  KGS-Nr.: 9288 in Schönenwerd bzw. Nr. 14000 in Gretzenbach.
3. ↑  ch.babs.kulturgueter: Bally-Areal. (abgerufen am 8. Februar 2023)
4. ↑  KGS-Nr.: 4672.

Koordinaten: 47° 21′ 56,7″ N, 7° 59′ 45,3″ O; CH1903: 642097 / 246251